# Sauve qui peut (la vie)
Sauve qui peut (la vie) is een Franse dramafilm uit 1980 onder regie van Jean-Luc Godard.

## Verhaal
Regisseur Paul Godard is gescheiden. Zijn vriendin Denise Rimbaud verlaat hem. Daarna wordt Paul bang voor vrouwen, totdat hij de chique hoer Isabelle Rivière leert kennen.

## Rolverdeling
| Acteur           | Personage        |
| ---------------- | ---------------- |
| Isabelle Huppert | Isabelle Rivière |
| Jacques Dutronc  | Paul Godard      |
| Nathalie Baye    | Denise Rimbaud   |
| Roland Amstutz   | Tweede klant     |
| Cécile Tanner    | Cécile           |
| Anna Baldaccini  | Zus van Isabelle |
| Roger Jendly     | Man              |
| Fred Personne    | Eerste klant     |
| Nicole Jacquet   | Vrouw            |
| Dore De Rosa     | Liftbediende     |
| Monique Barscha  | Operazangeres    |